# Balanus engbergi
Balanus engbergi is een zeepokkensoort uit de familie van de Balanidae. De wetenschappelijke naam van de soort werd voor het eerst geldig gepubliceerd in 1921 door Pilsbry.